# 追跡 (1973年のテレビドラマ)
『市川崑シリーズ・追跡』（いちかわこんシリーズ・ついせき）は、1973年5月22日から同年9月4日までの毎週火曜日の夜10時に、関西テレビ・フジテレビ系列で放送されたテレビドラマ。
関西テレビ・C.A.L・活動屋の共同制作。

## 内容
中村敦夫扮する大手新聞社横浜支局の記者"私"が、諸々の事件の真相を追い求めるという社会派のドラマ。
中村が扮する"私"はベスパというスクーターに乗って取材に出かける。
"私"の名前は不明で毎回「あの人なんて名前だったけ？」、「名前なんてどうだっていいじゃない」というやり取りが行われていた。
元々は放送開始予定が1973年7月3日だったが、諸事情により5月22日からの放送開始が決定した。

## 終了
1973年8月28日に第15話として放送が予定されていた「汚れた天使」は、次回に予定されていた「灰色の天使」に変更されたが、これは製作元の一つ関西テレビが他の製作元・出演俳優・さらに演出を手掛けた唐十郎の許可を取らずに独断で実行したものである。
「汚れた天使」を当時寺山修司と共に前衛演劇の巨頭として知られていた唐に依頼して製作したが唐が自身が率いた状況劇場（別名・新宿赤テント）で見られるような過激な表現で演出したが、この回の試写に立ち会った関西テレビの重役が「内容が非常識過ぎる」と判断し差換えを決断。この事を知った唐が激怒し、「『汚れた天使』を放送しなければ（関西テレビと）絶縁する」と宣言。これに呼応するかのように主演の中村敦夫や共演者・スタッフ、さらに中村が所属していた俳優座の重鎮東野英治郎が記者会見を開き「強行すれば今後、番組に出演しない」と宣言した。しかし関西テレビは差替えを強行。結果、唐の「汚れた天使」は日の目を見なかった。ただし、唐は同年9月13日に六本木自由劇場において自主的に「汚れた天使」の上映会を行った。当日は雨だったが、定員200人の会場に約500人が足を運んだ。ただ、その映像は機材の不備により、音と映像が2、3秒ずれたものだったという。なお、仕上げ進行を務めた吉田昌弘によれば、それはプロジェクターの回転スピードが間違っていたためで、状況劇場の役者が寸劇を行って場を繋いだ上で、スピードを直してからはスムーズに上映できたという。
「汚れた天使」のストーリーは、横須賀で起きた売春婦殺人事件の取材を担当していた"私"の同僚記者が、根津甚八演じる犯人および犯人が住む安アパートの住人とズブズブの関係になってしまい、その事件を記事にしなかった。それを、常田富士男演じるデスクから咎められたのを苦にして犯人・安アパートの住人と一緒に入水自殺するというものであった。このようにストーリーも衝撃的であるが、安アパートの住人として不破万作演じる倒錯した女装をしたオカマが登場した事、犯人が同性愛志向のある自慰行為をしていたシーンが登場した事、など非常に過激な描写があったという。
この事で全出演者・スタッフが製作・出演をボイコットしたため、結局、第16話「天使の罠」を最後に終了した。

## 出演者
- 「私」：中村敦夫
- 横山デスク：常田富士男
- 香月：山本紀彦
- 日下武史
- ジョエン・ガレッキ

## スタッフ
- プロデューサー：加藤哲夫
- 監修：市川崑
- 原作：三好徹「天使」シリーズ
- 脚本：サブタイトルリスト参照
- 撮影：小林節雄、椎塚彰
- 助監督：岡野敬
- 編集：長田千鶴子
- 音楽：木下忠司
- 主題歌：「昨日はもう過ぎ去って」
  - 作詞：谷川俊太郎
  - 作曲：小室等
  - 作曲：寺島尚彦
  - 歌：上條恒彦（キングレコード）
- 監督：サブタイトルリスト参照
- 制作協力：関西テレビ
- 制作：C.A.L、活動屋

## サブタイトルリスト
※ すべて『天使』がサブタイトルに使われていた。これは三好徹の小説『天使』を原作としていた事に由来する。
| 回数 | 放送日         | サブタイトル         | 脚本     | 監督       | ゲスト                                                            |
| ---- | -------------- | -------------------- | -------- | ---------- | ----------------------------------------------------------------- |
| 1    | 1973年 5月22日 | いかさま天使         | 鴨三七   | 市川崑     | 大宮敏充、波乃久里子、篠田三郎                                    |
| 2    | 5月29日        | 天使の賭（かけ）     | 大薮郁子 | 鍛冶昇     | 十朱幸代、佐々木功、八木昌子、柳瀬志郎                            |
| 3    | 6月5日         | 黒い天使             |          | 真船禎     | 太地喜和子、沢たまき、三遊亭圓楽、 内田朝雄、田中信夫、平泉征     |
| 4    | 6月12日        | 天使の棄児           |          |            | 小倉一郎、井上玲子、渡辺美佐子、原泉、 横山道代、下川辰平         |
| 5    | 6月19日        | 天使の裁き           | 鴨三七   | 鍛冶昇     | 本阿弥周子、内藤武敏、木村功、玉川伊佐男                          |
| 6    | 6月26日        | 悲しき天使           |          | 土屋啓之助 | 宇津宮雅代、鹿沼エリ、小島三児、 尾藤イサオ、中谷一郎             |
| 7    | 7月3日         | 天使の宝石           | 佐々木守 | 富澤幸男   | 左時枝、千秋じゅん、林ゆたか、蟹江敬三、観世栄夫                  |
| 8    | 7月10日        | 天使の葬列           |          | 土屋啓之助 | 藤竜也、吉田次昭、雨宮和美、中川加奈、 阿藤海、森本レオ           |
| 9    | 7月17日        | 天使の仮面           | 佐々木守 | 真船禎     | 真山知子、鳥居恵子、戸浦六宏、折原啓子、田中小実昌                |
| 10   | 7月24日        | 天使の祈り           | 三輪幸雄 | 中村敦夫   | 蜷川幸雄、草間靖子、里居正美、小松方正、 片岡五郎、谷昌樹、木内稔 |
| 11   | 7月31日        | 不道徳な天使         | 佐々木守 | 真船禎     | 桃井かおり、原田大二郎、岸田森、 犬塚弘、瑳川哲朗、南州太郎       |
| 12   | 8月7日         | 天使の唄（うた）     | 鴨三七   | 土屋啓之助 | 奈美悦子、日下武史                                                |
| 13   | 8月14日        | 天使の弔鐘           | 大薮郁子 | 土屋啓之助 | 鹿内孝、榊ひろみ、毛利功、金井大                                  |
| 14   | 8月21日        | 幻（まぼろし）の天使 | 佐々木守 | 富澤幸男   | 市原悦子、坂口良子、串田和美、大滝秀治、はかま満緒                |
| －   | 未放送         | 汚れた天使           | 石堂淑朗 | 唐十郎     | 大久保鷹、李麗仙、不破万作、根津甚八、小林薫、 十貫寺梅軒         |
| 15   | 8月28日        | 灰色の天使           | 石堂淑朗 | 観世栄夫   | 布施保子、初井言榮、中台祥浩、ジョー山中、 佐藤博、大塚国夫       |
| 16   | 9月4日         | 天使の罠（わな）     | 鴨三七   | 富本壮吉   | 上條恒彦                                                          |

上記の他、脚本のみで未撮影に終わった「天使の哀歌」（脚本：西澤裕子、監督：岡野敬）が存在した。

## 註釈
1. ↑  1973年8月24日 日刊スポーツ
2. ↑  三才ブックス『[実録]放送禁止作品封印解除』（2008年2月1日第1刷）p.84
3. ↑  天野ミチヒロ「第一章 テレビドラマ／特撮 追跡」『放送禁止映像大全』三才ブックス、2005年7月1日、ISBN 4-86199-004-1、24-25頁。
4. 1 2 3  “3-3 JAZZ＆somethin elseの意味と映画との関わり”. 猫と歩み続けたジャズ喫茶「JAZZ 喫茶映画館」の44年 (2023年8月19日). 2025年1月19日閲覧。
5. 1 2  三才ブックス『[実録]放送禁止作品封印解除』（2008年2月1日第1刷）p.74
6. ↑  1973年8月26日 日刊スポーツ